# Gran Premio motociclistico di Spagna 1954
Il Gran Premio motociclistico di Spagna fu l'ultimo appuntamento del motomondiale 1954.
Si svolse il 3 ottobre 1954 presso il Circuito del Montjuïc. Erano in programma le classi 125, 350 e 500.
In 500, prima vittoria per Dickie Dale, assenti le squadre Gilera, AJS e Norton. È invece presente (oltre a MV Agusta e FB Mondial) il team Moto Guzzi, che con Fergus Anderson vinse la 350.
La gara della 125 fu vinta da Tarquinio Provini, alla sua seconda gara nel Mondiale. Il giovane centauro piacentino corse e vinse con una Mondial 125 Monoalbero derivata dalla serie, dopo aver provato e scartato la più potente "Bialbero".

## Classe 500
21 piloti alla partenza, 10 al traguardo.

### Arrivati al traguardo
| Pos. | Pilota         | Moto       | Tempo        | Punti |
| ---- | -------------- | ---------- | ------------ | ----- |
| 1    | Dickie Dale    | MV Agusta  | 1h 51' 55" 3 | 8     |
| 2    | Ken Kavanagh   | Moto Guzzi | +39" 9       | 6     |
| 3    | Nello Pagani   | MV Agusta  | +48" 2       | 4     |
| 4    | Tommy Wood     | Norton     | +1 giro      | 3     |
| 5    | Auguste Goffin | Norton     | +1 giro      | 2     |
| 6    | Harold Clark   | Norton     | +1 giro      | 1     |
| 7    | Alfredo Flores | Norton     | +1 giro      |       |
| 8    | Joe Glazebrook | Norton     | +2 giri      |       |
| 9    | Rudolf Knees   | Norton     | +4 giri      |       |
| 10   | Bob Matthews   | Norton     | +5 giri      |       |

### Ritirati
| Pilota             | Moto       | Motivo ritiro |
| ------------------ | ---------- | ------------- |
| Philip Heath       | Norton     |               |
| Luigi Taveri       | MV Agusta  |               |
| Duilio Agostini    | Moto Guzzi |               |
| Peter Knees        | BMW        |               |
| Francisco González | Clúa       |               |
| Georg Braun        | Horex      |               |
| Carlo Bandirola    | MV Agusta  |               |
| Fergus Anderson    | Moto Guzzi |               |
| John Astor Storr   | Norton     |               |
| John Grace         | Norton     |               |
| Antonio Creus      | Norton     |               |

## Classe 350
19 piloti iscritti, 18 alla partenza, 13 al traguardo.

### Arrivati al traguardo
| Pos. | Pilota           | Moto       | Tempo         | Punti |
| ---- | ---------------- | ---------- | ------------- | ----- |
| 1    | Fergus Anderson  | Moto Guzzi | 1h 25' 44" 90 | 8     |
| 2    | Duilio Agostini  | Moto Guzzi | +0" 37        | 6     |
| 3    | John Grace       | Norton     | +8" 59        | 4     |
| 4    | Georg Braun      | NSU        | +2' 00" 39    | 3     |
| 5    | Bob Matthews     | Velocette  | +1 giro       | 2     |
| 6    | Auguste Goffin   | Norton     | +1 giro       | 1     |
| 7    | Karl Lottes      | DKW        | +1 giro       |       |
| 8    | Walter Reichert  | NSU        | +1 giro       |       |
| 9    | Rudi Stein       | NSU        | +2 giri       |       |
| 10   | John Astor Storr | Norton     | +2 giri       |       |
| 11   | Alfredo Flores   | Velocette  | +2 giri       |       |
| 12   | Rudi Knees       | Norton     | +3 giri       |       |
| 13   | Kurt Knopf       | NSU        | +5 giri       |       |

### Ritirati
| Pilota         | Moto       | Motivo ritiro |
| -------------- | ---------- | ------------- |
| Joe Glazebrook | AJS        |               |
| Harold Clark   | Norton     |               |
| Phil Heath     | AJS        |               |
| Antonio Creus  | Norton     |               |
| Ken Kavanagh   | Moto Guzzi |               |

## Classe 125
20 piloti iscritti, 17 alla partenza, 7 al traguardo.

### Arrivati al traguardo
| Pos. | Pilota                | Moto       | Tempo      | Punti |
| ---- | --------------------- | ---------- | ---------- | ----- |
| 1    | Tarquinio Provini     | FB Mondial | 59' 05" 80 | 8     |
| 2    | Roberto Colombo       | MV Agusta  | +1' 21" 66 | 6     |
| 3    | José Antonio Elizalde | Montesa    | +1 giro    | 4     |
| 4    | Juan Bertrand         | Montesa    | +1 giro    | 3     |
| 5    | Arturo Paragues       | Lube       | +2 giri    | 2     |
| 6    | Gabriel Corsín        | MV Avelló  | +2 giri    | 1     |
| 7    | Dick Renooy           | Eysink     | +3 giri    |       |

### Ritirati
| Pilota              | Moto      | Motivo ritiro |
| ------------------- | --------- | ------------- |
| Juan Puig           | MV Agusta |               |
| Marcelo Cama        | Montesa   |               |
| Fron Purslow        | Triumph   |               |
| Juan Atorrasagasti  | MV Agusta |               |
| Carlo Ubbiali       | MV Agusta |               |
| Karl Lottes         | MV Agusta |               |
| John Grace          | Montesa   |               |
| Francisco González  | Clúa      |               |
| Hubert Luttenberger | MV Agusta |               |
| Enrique Sirera      | Montesa   |               |